# فرانسیسکو خاویر سوارس رگیرو
فرانسیسکو خاویر سوارس رگیرو (اسپانیایی: Francisco Javier Suárez Regueiro‎؛ زادهٔ ۱۰ سپتامبر ۱۹۷۷) دوچرخه‌سوار اهل اسپانیا است.